# Pan Karol
Pan Karol jest krótką sztuką teatralną albo raczej kabaretową, napisaną w 1961 r. przez znanego austriackiego kabareciarza Helmuta Qualtingera oraz Carla Merza.
Sztuka jest monologiem w którym "bohater" sztuki, Pan Karol, opowiada swojemu młodemu współpracownikowi dla widzów niewidocznemu historię swojego życia.
Właściwie, słowo "bohater" chyba nie jest adekwatnym określeniem pana Karola... Chociaż widzowie najpierw odnoszą wrażenie, że pan Karol jest miły, serdeczny, może trochę naiwny i drobnomieszczański, ale szczery, w ciągu sztuki dowiadują się, że w rzeczywistości pan Karol jest najgorszym oportunistą i egoistą, który nigdy nie przegapia sposobności do zyskiwania, często kosztem innych. Jednocześnie pan Karol jest przekonany, że jest miłym człowiekiem, i że wszystko co zrobił, zrobił dobrze. Tylko żałuje, że nie zawsze był tak chciwy jak inni.
Poniższe cytaty ze sztuki wyjaśniają, jakim człowiekiem był pan Karol.
Kiedy byłem młody, dostarczałem artykuły spożywcze. Były tylko dwie możliwości, gdy dostarczyłem artykuły do jakiegoś domu: albo zastałem pana domu – więc dostałem przyzwoity napiwek. Albo nie zastałem pana, tylko panią. No rozumie pan, wtedy byłem przystojny... i za kwadrans dostałem napiwek od pani – napiwek zawsze dostałem. 
Widzowie także uczą się o polityce tego czasu.
Pan Karol opowiada o austriackiej wojnie domowej:
To były straszne czasy. Takie niespokojne. Nigdy nie wiedziałem, która partia jest silniejsza, nigdy nie mogłem zdecydować, do której powinienem wstąpić...
(W 1933 r., konserwatywny kanclerz Engelbert Dollfuß rozwiązał parlament. W 1934 r. zdelegalizował wszystkie partie oprócz swojego własnego Frontu Ojczyźnianego, i aż do 1938 r. Dollfuss i później Kurt Schuschnigg rządzili jako dyktatorzy.)
Do 1934 r. byłem socjalistą. Ale to nie był właściwy zawód... Później demonstrowałem za frontem ojczyźnianym – dostałem pięć szylingów. A potem za narodowymi socjalistami, i też dostałem pięć szylingów; Austria zawsze była niepolityczna...
Pan Karol jest też dumny ze swoich relacji z kobietami. Przed wojną ożenił się z wdową gospodarza. Ślub w kościele, oczywiście – to było korzystne w tamtych czasach... Wdowa była stara i nie piękna, tylko trochę bogata...
Pan Karol opowiada o pracy w gospodzie:
Oczywiście że czasem wziąłem coś z kasy byłem młodym człowiekiem; dniami wałęsałem się z kumplami – i tak "ona" pracowała; ale wieczorem zostawałem w gospodzie, i pomagałem jej. Chodziłem od stołu do stołu, rozmawiałem z gośćmi i pijałem z nim.
No czasem byłem trochę pijany. I pewnego dnia moja stara, moja żona powiedziała bezczelnie: "Mój Poldi [to jej były mąż] gdyby zobaczył to, nie zgodziłby się z tym zachowaniem!"
A ja: "Wiesz gdzie mam twojego Poldi?"
I odszedłem. Nigdy nie mógłbym zrezygnować z własnej wolności! 
Pan Karol opowiada o swoich doświadczeniach z biznesem:
Byłem kasjerem przy stowarzyszeniu. To była lekkomyślność. Niech pan nigdy nic nie robi w stowarzyszeniu! Prawie trafiłem do więzienia.
Powiedzieli złe rzeczy o mnie... Czy pan wie co to jest "konto"? Można przekazać pieniądze z jednego konta na inne... No, pan jest laikiem, nie umiem tego wyjaśnić...
Jeszcze jedna historia, która wydarzyła się po Anschlussu do III Rzeszy:
Wszystko co ludzie dzisiaj mówią o tych czasach nie jest prawdą.
Mieszkał Żyd w naszym budynku, niejaki "Tennenbaum" – oprócz tego był miłym człowiekiem...
Na chodniku były napisane hasła przeciw Nazistom, a Tennenbaum musiał je zmyć. Ale nie sam – razem z innymi Żydami. A ja go doprowadziłem, żeby zmył chodnik. To była dobra zabawa.
Po wojnie Tennenbaum wrócił. I tak, nic mu się nie stało. Spotkałem go na ulicy. Witam go uprzejmie: "Uszanowanie, panie Tennenbaum!" – On nie patrzy na mnie. Znowu witam go: "Uszanowanie, panie Tennenbaum!" – Znowu nie patrzy na mnie. Więc pomyślałem sobie: no, teraz jest zły na mnie. Ale: ktoś przecież musiałby to zmyć!
I nic nie miałem z tego. Inni wzbogacili się; ja byłem idealistą. Tylko doprowadziłem Żyda. Byłem ofiarą.
Cały monolog trwa godzinę. Gdy austriacka telewizja wyemitowała tę sztukę, wybuchł skandal. Wielu ludzi rozgniewało się.
Qualtinger wyjaśniał: Chcieliśmy uszczypnąć pewnych ludzi, a cała Austria krzyknęła "Au!"